# 白酒图
《白酒图》（日语：白酒図）是日本画家立石春美的绘画作品，约1934年创作。挂轴宽121（48英寸），高248（98英寸），画心宽101.6（40.0英寸），高174.9（68.9英寸）。
该画作最初由细川力藏收藏，后收藏于目黑雅叙园美术馆；2022年3月22日，经美国纽约州纽约市佳士得拍卖，转交于克利夫兰艺术博物馆收藏。

## 内容
《白酒图》描绘的是女儿节喝白酒的习俗。画中女孩呈跪姿，留黑色齐耳短发，身穿红蓝相间水手服。身前有一碗米饼，双手捧着一杯白酒。
画中的女孩可能与立石春美的另一幅画作《三叶草》中的趴姿女孩为同一模特儿。